# Партизан (спортивне товариство)
Спортивне товариство «Парти́зан» (Jugoslovensko Sportsko Društvo Partizan, JSD Partizan) — сербське (раніше югославське) спортивне товариство з Белграда, Сербія, яке існує з жовтня 1945 року і об'єднує 26 спортивних клубів з 26 видів спорту. Засновником товариства є Светозар Вукманович, відомий політичний діяч комуністичної Югославії.

## Склад товариства
Найбільш відомі представники товариства:
- Партизан (футбольний клуб, Белград) — 24 національних чемпіонських титулів, 12 кубків
- Партизан (баскетбольний клуб) — переможець Євроліги 1991-92, 18 чемпіонських титулів, 13 національних кубків.
- Партизан (хокейний клуб, Белград) — 16 чемпіонських титулів.

В інших видах спорту також досягнуті значні успіхи:
- Жіноча баскетбольна команда — п'ятиразові чемпіони країни.
- Ватерпольна команда — 25 чемпіонських титулів, 23 національних кубків.
- Гандбольний клуб — восьмиразові чемпіони країни.
- Волейбольний клуб — 11 чемпіонських титулів.
- Регбі — 6 чемпіонств Югославії, ще 11 — пізніше.
- Легкоатлетичний клуб — 25 чемпіонств та 8 кубків у чоловіків, 13 чемпіонств та 16 кубків у жінок.
- Борці — 8-разові чемпіони Югославії, ряд інших титулів.
- Дзюдо — двічі чемпіони Югославії, п'ятиразові чемпіони Сербії.
- Карате — двічі чемпіони Європи (2000, 2001).